# Jacob Marquard von Glauburg

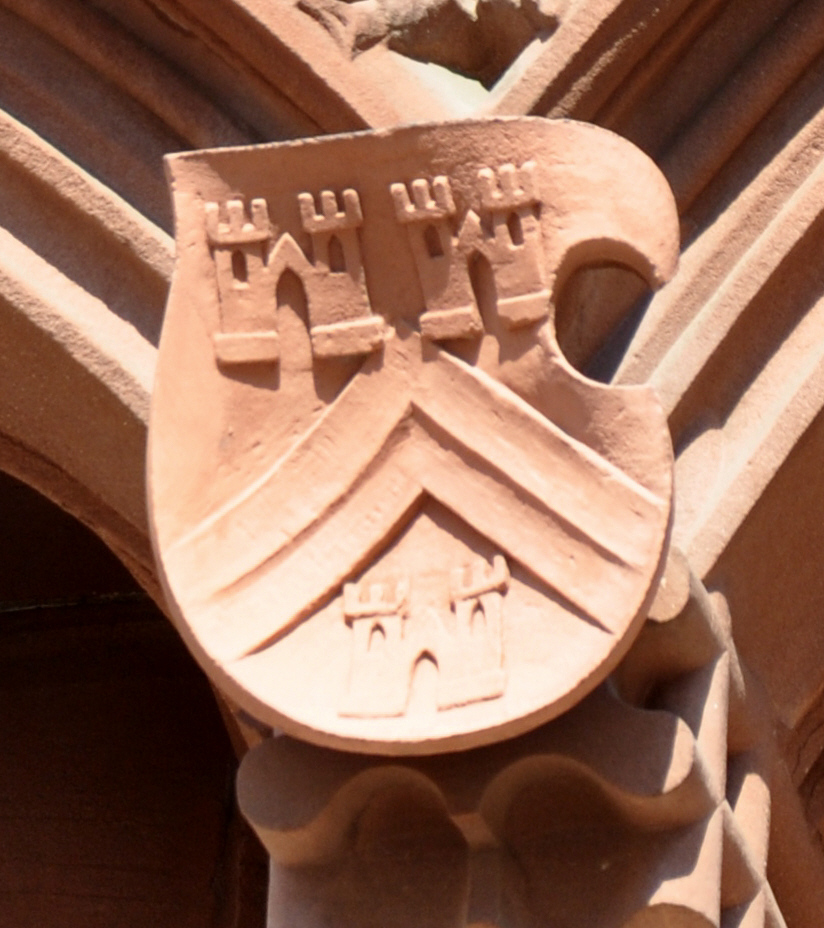
Das Familienwappen derer von Glauburg, hier in Form eines Turnierschildes dargestellt. Relief aus Rotem Mainsandstein am Römer, historisches Rathaus von Frankfurt am Main

Jacob Marquard von Glauburg (* 7. Juli 1602 in Frankfurt am Main; † 25. Juli 1650 ebenda) war Patrizier und Älterer Bürgermeister in der Reichsstadt Frankfurt.
Glauburg war der Sohn des Ratsherren Johann Adolf von Glauburg und dessen Ehefrau Ursula, geborene Freher. Ab 1632 studierte er in Tübingen, Genf und Straßburg Rechtswissenschaften. 1627 heiratete er Maria Veronica von Glauburg. 1632 wurde er in den Rat der Stadt Frankfurt gewählt und wurde 1640 Jüngerer Bürgermeister. 1641 wurde er Schöffe und 1646 Älterer Bürgermeister.